# Абіосфера
Абіосфе́ра (від дав.-гр. α — префікс, що означає заперечення, βιος — життя та σφαῖρα — куля) — нижній шар літосфери який не перебуває і не перебував під впливом живих організмів чи біогенних речовин.
Потужність абіосфери, яка знаходиться між метабіосферою і астеносферою, коливається від 40 до 80 км. Оскільки верхня межа з метабіосферою на глибині 10 — 15 км зумовлена ізотермою 460 °C, то за будь-якого тиску вода перетворюється в пару.
В межах абіосфери відбуваються лише так звані абіогенні процеси — процеси без участі живих організмів.